# Bo Kimble
Gregory Kevin „Bo” Kimble (ur. 9 kwietnia 1966 w Filadelfii) – amerykański koszykarz, występujący na pozycji rzucającego obrońcy.

## Osiągnięcia
Na podstawie, o ile nie zaznaczono inaczej.
NCAA
- Uczestnik rozgrywek:
  - Elite 8 turnieju NCAA (1990)
  - turnieju NCAA (1988–1990)
- Mistrz:
  - turnieju konferencji West Coast (WCC – 1988, 1989)
  - sezonu regularnego WCC (1988, 1990)
- Zawodnik roku konferencji West Coast (1990)[3]
- Zaliczony do II składu All-American (1990)
- Lider :
  - NCAA w:
    - średniej punktów (1990 – 35,3)[4]
    - liczbie:
      - punktów (1990 – 1131)
      - celnych rzutów wolnych (1990 – 231)

  - WCC w liczbie (92) i średniej (2,9) przechwytów (1990)
- Drużyna Loyola Marymount Lions zastrzegła należący do niego numer 30